# Stridsflygsimulator
Stridsflygsimulator är simulationsdatorspel (liknande simuleringsprogram för amatörflygplan) som används för att simulera militära flygplan och deras verksamhet. Dessa är distinkt från dedikerade flygsimulatorer som används för professionell pilot och militär flytrinning, som består av realistiska fysiska rekreationer av den faktiska flygkupén, ofta med en full-motion-plattform.